# أنتيل (شركة)
الإدارة الوطنية للاتصالات ( أنتيل ) هي شركة اتصالات مملوكة لحكومة أوروغواي ، تأسست في عام 1974 ككيان قانوني منفصل بعد فصل قسم الاتصالات التابع لشركة يو تي إي ، التي كانت تحتكر الهاتف الأرضي منذ عام 1931. وتملك الشركة احتكارًا لخدمات الهاتف الأرضي والبيانات في الدولة. كما تقدم الشركة خدمات الهاتف المحمول (في منافسة مباشرة مع شركتي كلارو وموفيستار ) والخدمات المرتبطة بالإنترنت ، باعتبارها المزود الوحيد لخدمات البيانات عبر خط المشترك الرقمي غير المتماثل (أيه دي أس أل) والخط الأرضي بسبب حالة الاحتكار.

## تاريخ الشركة
في عام 1992، في عهد رئاسة لويس ألبرتو لاكالي ، جرت محاولة خصخصة جميع الشركات المملوكة للحكومة. ومع ذلك، ألغى استفتاء لاحق قانون الخصخصة،  وكانت شركة بلونا هي الشركة الوحيدة التي نجحت في خصخصتها لصالح شركة فاريج . تتمتع شركة أنتيل باحتكار خطوط الهاتف الأرضية في أوروغواي، بما في ذلك خطوط الصوت فقط بالإضافة إلى خطوط أيه دي أس أل والإنترنت عبر الألياف.
بدأت شركة أنتل في نشر الألياف الضوئية إلى المنازل في مونتيفيديو في عام 2012، بهدف تحويل 240 ألف عميل في ذلك العام بتكلفة 180 مليون دولار أمريكي. المشتركون السابقون في خدمة أيه دي أس أل يحتفظون بعقدهم، أو قد يتحولون إلى خطط إنترنت فيرا الأسرع: 150/12 ميجابت/ثانية مقابل 72 دولارًا أمريكيًا/الشهر، 120/12 ميجابت/ثانية مقابل 61 دولارًا أمريكيًا/الشهر، 60/10 ميجابت/ثانية مقابل 49 دولارًا أمريكيًا شهريًا، أو 30/4 ميجابت/ثانية مقابل 32 دولارًا أمريكيًا شهريًا، يتم تخفيضها مرة أخرى إلى 10% من تلك السرعات بعد 700 / 350 / 400 / 150 الحد الأقصى جيجايايت. ومن المتوقع أن يتم توفير خدمة التلفزيون عبر بروتوكول الإنترنت ونقل الصوت عبر بروتوكول الإنترنت والاتصالات في عواصم المقاطعات خلال عامي 2013 و2014.

## برج الاتصالات
تملك شركة أنتل أطول ناطحة سحاب في أوروغواي، برج الاتصالات، الذي يبلغ ارتفاعه 160 مترًا ويتكون من 35 طابقًا. إنه أطول مبنى في البلاد. تم تصميمه من قبل المهندس المعماري كارلوس أوت . يقع بجانب خليج مونتيفيديو .

## الاتصالات عبر الأقمار الصناعية
قامت أوروغواي بتثبيت أول محطة أرضية للأقمار الصناعية في عام 1985، تلاها محطتان أرضيتان من إنتاج إنتلسات في عام 1990. في يونيو 2014، أطلق مركز أبحاث وتوزيع الفضاء والطيران (أنتيل) و جامعة الجمهورية (الأوروغواي) أول قمر صناعي وطني للاتصالات ، وهو أنتل سات.

## منافسة خاصة
حصلت شركة أنتيل على سلطة احتكارية على معظم أشكال نقل الاتصالات للمستهلكين في أوروغواي، مما يقيد بشكل واضح عروض الاتصالات التي تقدمها الشركات الخاصة:
| خدمة                              | عرض أنتيل | العروض الخاصة |
| --------------------------------- | --------- | ------------- |
| الانترنت اللاسلكي                 | نعم       | نعم           |
| الهاتف اللاسلكي (المحمول)         | نعم       | نعم           |
| هاتف لاسلكي (ثابت)                | نعم       | مُمنوع         |
| البث التلفزيوني اللاسلكي          | لا        | نعم           |
| الإنترنت عبر الهاتف الأرضي (ADSL) | نعم       | مُمنوع         |
| الهاتف عبر الخط الأرضي            | نعم       | مُمنوع         |
| بث تلفزيوني عبر الهاتف الأرضي     | لا        | مُمنوع         |
| الإنترنت عبر كابل محوري           | لا        | نعم           |
| الهاتف عبر كابل محوري             | لا        | مُمنوع         |
| بث تلفزيوني عبر كابل محوري        | نعم       | نعم           |
| الانترنت عبر الألياف              | نعم       | مُمنوع         |
| الهاتف عبر الألياف                | نعم       | مُمنوع         |
| بث التلفزيون عبر الألياف          | نعم       | مُمنوع         |

هناك تقنيتان بارزتان للاتصالات أظهرتا إمكانات كبيرة لزيادة المشاركة الخاصة في السنوات الأخيرة:

### الإنترنت عبر الكابل
في أوائل أغسطس/آب 2016، أصدرت المحكمة العليا في أوروغواي حكماً لصالح شركة التلفزيون بالكابل مونت كابلفيديو أس أيه، حيث أعلنت عدم دستورية القانون الذي جعل من غير القانوني لشركات التلفزيون بالكابل تقديم خدمة الإنترنت. لو كان هذا صحيحاً، فإنه سيمثل انفتاحاً تاريخياً لسوق الإنترنت السلكي في أوروغواي الذي كان خاضعاً لسيطرة صارمة حتى ذلك الوقت، وهو بمثابة سقوط جدار برلين في قطاع الاتصالات في أوروغواي. وهذا يعني أنه للمرة الأولى في تاريخ أوروغواي، سيكون لدى المستهلكين خيار اختيار مقدمي الخدمة عند طلب خدمة الإنترنت السلكية. وهذا يعني أيضًا أن أوروغواي ستنضم إلى الأغلبية شبه الإجماعية للدول في الأمريكتين حيث يكون الإنترنت المقدم عبر الكابلات على قائمة خيارات الوصول إلى الإنترنت (ستكون كوبا الدولة الوحيدة المتبقية التي ترفض ذلك. ) في نهاية أغسطس 2016، أصدرت المحكمة العليا حكمًا مماثلًا ثانيًا بشأن نفس المسألة، وهذه المرة سمحت لشركة كابلات مختلفة - نوفيو سيجلو - بتقديم الخدمات المعنية (لا يجعل النظام القانوني في أوروغواي الحكم لصالح شركة ينطبق على جميع الشركات الأخرى في هذا الوضع). ومع ذلك، لمدة 7 سنوات تقريبًا بعد أحكام المحكمة العليا تلك، استمرت الحكومة في منع شركات التلفزيون بالكابل من تقديم خدمات الإنترنت في أوروغواي. لكن في يونيو 2022، أعلنت حكومة لويس لاكالي بو أنها ستسمح لشركات الكابلات المختارة بالبدء في تقديم خدمة الإنترنت، وهو تراجع تاريخي من شأنه أن يكسر احتكار شركة أنتيل السابق لخدمات الإنترنت السلكية. في الواقع، في سبتمبر 2023، بدأت ثلاث شركات كابلات (تي سي سي ومونت كابل ونوفيو سيجلو) في تقديم خدمة الإنترنت في حي لا بلانكويدا في مونتيفيديو.

### ستارلينك
معظم أراضي الأوروغواي ريفية، وهناك أماكن نائية لا تتوفر فيها خدمة الإنترنت حاليًا. اعتبارًا من فبراير 2024، تمت الموافقة على نظام ستارلينك وإتاحته في معظم أنحاء أمريكا الجنوبية، بما في ذلك البرازيل وتشيلي وباراغواي وبيرو وكولومبيا والإكوادور  خلال مؤتمر صحفي عقد في 20 مارس، أعلنت الأرجنتين أنها وافقت على النظام أيضًا. وبعد يومين، سارعت الحكومة الأوروغوايانية إلى إعلان موافقتها على القرار. وهكذا كررت أوروغواي بشكل أساسي أداء "آخر دولة ديمقراطية تنضم" (باستثناء فنزويلا) الذي أظهرته في الموافقة على خدمة الإنترنت عبر الكابلات (انظر أعلاه). وسجل اتحاد عمال أنتيل (سوتيل) معارضته للموافقة على ستارلينك، كما عارض خدمة الإنترنت عبر الكابلات المذكورة أعلاه.
في ديسمبر 2023، وافقت الحكومة الأوروغوايانية على تشغيل خدمة القمر الصناعي كيوبير التابعة لشركة أمازون، ولكن فقط لبيع خدمات الإنترنت للشركات. حتى ذلك التاريخ، لم تطلق أمازون أي أقمار صناعية إنتاجية وبالتالي لم يكن لديها عمليًا أي خدمة إنترنت لتقدمها.
للحصول على معلومات حول المنافسين المحددين لشركة أنتيل في الخدمات التي يُسمح فيها بالمنافسة، راجع الاتصالات السلكية واللاسلكية في أوروغواي

## الأداء المالي
إن السجل المالي لشركة أنتل على المدى المتوسط عند النظر إليه بالدولار الثابت هو انخفاض طفيف في الإيرادات وزيادة طفيفة في الأرباح وهوامش ربح سخية في جميع المجالات. في عام 2011، حققت شركة أنتل إيرادات بلغت 899,362,000 دولار أمريكي وأرباحًا صافية بلغت 155,630,000 دولار أمريكي (هامش ربح 17.3%). وفي عام 2023، حققت شركة أنتل إيرادات بلغت 1,131,410,000 دولار أمريكي وأرباحًا صافية بلغت 245,312,000 دولار أمريكي (هامش ربح 22%). وكان نمو الإيرادات الاسمية بالدولار على مدى تلك السنوات الـ 12 بنسبة 26%، ولكن مع الأخذ في الاعتبار التضخم بالدولار (38%) في تلك الفترة، يتحول ذلك إلى انخفاض بنسبة 9% في الإيرادات. بلغ نمو الأرباح الاسمية بالدولار على مدى تلك السنوات الـ 12 57%؛ مع الأخذ في الاعتبار التضخم بالدولار الذي لا يزال يعادل زيادة إيجابية بنسبة 13% في الأرباح.
ولوضع ربحية شركة أنتل في سياقها، فإن هامش صافي الربح الغني بنسبة 22% في عام 2023 يضعها في فئة الشركات ذات الربحية العالية مثل جوجل (هامش صافي 24% اعتبارًا من 31 ديسمبر 2023)، ويفصلها بوضوح عن شركات الاتصالات الأمريكية المماثلة مثل أيه تي & تي (هامش صافي 11.76% اعتبارًا من 31 ديسمبر 2023).
من الصعب المبالغة في حجم أنتيل في الاقتصاد الأوروغواياني. بلغت إيرادات أنتيل في عام 2023 ما يعادل 1.6% من الناتج المحلي الإجمالي لأوروغواي. ومن الممكن أن تكون شركة أميركية قابلة للمقارنة من حيث هذه النسبة هي شركة إكسون موبيل، الشركة الأميركية الثالثة من حيث الإيرادات.
وكما كان الحال (وفي بعض البلدان مثل أوروغواي لا يزال الحال) مع احتكارات الاتصالات المملوكة للدولة، تلعب شركة أنتيل دوراً كبيراً في تحصيل الإيرادات للدولة الأوروغوايانية. يبلغ إجمالي ربح شركة أنتيل في عام 2023 ما يعادل 0.44% من الناتج المحلي الإجمالي لأوروغواي. إذا قامت الشركة افتراضيا بخفض أسعارها لتقليص أرباحها إلى الصفر، فإن خزائن الدولة سوف تكون أفقر بنسبة 0.44% من الناتج المحلي الإجمالي، وسوف يكون سكان أوروغواي الذين يعتمدون على خدمات أنتيل أغنى بنسبة 0.44% من الناتج المحلي الإجمالي.

## الخلافات
شاركت أنتيل في استثمارات رفيعة المستوى ومثيرة للجدل إلى حد ما[بحاجة لمصدر]، ولا سيما أن) شراء برج الاتصالات (مونتيفيديو) ، وهو المقر الرئيسي للشركة الأكثر تكلفة في أوروغواي مقابل 102 مليون دولار أمريكي، و ب) مؤخرًا (أبريل 2013) الإعلان عن استثمار مخطط له بقيمة 40 مليون دولار أمريكي في ساحة رياضية.
في عام 2020، رفع مهرجان لاميل السينمائي للمثليين والمثليات ومزدوجي الميل الجنسي والمتحولين جنسيا دعوى قضائية ضد شركة أنتيل لأن الشركة لم تسمح بتخزين محتويات المهرجان، زاعمة أنها لا تتناسب مع قيم الشركة. استنكرت مجموعة أل جي بي تي السلوك التمييزي الذي قام به أنتيل.